# Международная выставка автомобилей и мотоциклов в Болонье
Международная выставка автомобилей и мотоциклов в Болонье (итал. Salone internazionale dell'auto e della moto di Bologna) или Болонское моторшоу, иногда Болонский [международный] автосалон — международная выставка автомобилей, мотоциклов и технологий, ежегодно проходящая в декабре в городе Болонья, Италия. Мероприятие было основано и впервые проведено в 1976 году. В настоящее время организатором шоу является GL Events Italia S.p.A.
Моторшоу в Болонье признано Международной организацией конструкторов автомобилей (OICA). В рамках мероприятия проходят презентации новых и обновлённых моделей транспортных средств (автомобилей и мотоциклов), технологий и аксессуаров от различных мировых производителей. Кроме того, одной из отличительных особенностей шоу являются проводимые в его рамках автоспортивные состязания, в которых участвуют ведущие гонщики и мотоциклисты.

## История
Первая Болонская выставка автомобилей была проведена в 1976 году с подачи Марио Зодиако, который совместно с Сандро Мунари и Джакомо Агостини основал компанию для управления данным мероприятием и его продвижения. С тех пор шоу стало проводиться ежегодно. С 1980 по 2006 год выставки организовывались компанией Promotor. В 1994 году в рамках мероприятия впервые были продемонстрированы различные модели мотоциклов, что превратило автосалон в моторшоу. В период с 1988 по 1996 года наиболее знаковым событием в рамках выставки являлись соревнованиях класса Формулы-1, в которых принимали участие такие гонщики, как Рубенс Баррикелло, Джонни Херберт, Габриеле Тарквини и Джанкарло Физикелла. С 1997 по 2007 год в рамках моторшоу проходили соревнования Евросерии Формулы-3000 с участием таких пилотов, как Томас Биаги, Андре Лоттерер и Марко Бонаноми.
Статус Болонского автосалона как международной выставки коммерческих транспортных средств возрос после Международного автомобильного шоу в Турине, проходившего июне 2000 года. В 2006 году шоу собрало около 1 200 000 посетителей. В это же время Болонское моторшоу сменило организатора на GL Events. Несмотря на предыдущие успехи, мероприятия 2009 и 2012 годов стали самыми непродолжительными в истории автосалона, количество посетителей стало уменьшаться с каждым годом, а в 2013 и 2015 годах выставки и вовсе были отменены из-за неблагоприятных экономических условий в Европе, а также отсутствия планирования новыми организаторами и слабого интереса со стороны автопроизводителей.
В рамках моторшоу 2016 года было представлено 43 выставочных экспоната, которым удалось привлечь внимание около 237 000 посетителей. Выставка 2017 года пройдёт со 2 по 10 декабря.